# Чернівецький художній музей
Чернівецький художній музей — художній музей у місті Чернівці; єдиний на Буковині музей мистецького профілю; цінне зібрання регіонального українського малярства.

## Загальні дані
Чернівецький художній музей міститься на другому та третьому поверхах розкішного історичного будинку в самому «серці» Чернівців на площі Центральній, 10. Чинний директор закладу — Кіцул Інна Федорівна.

## Будинок музею
Будинок Чернівецького художнього музею є унікальною пам'яткою архітектури національного значення, спорудженою в традиції віденської сецесії в стилі модерн для Буковинського ощадного банку (1900 р.) за проєктом архітектора Губерта Гесснера разом з Прокопом Шупіхом (Prokop Šupich, 1870–1947). Будівництво — разом з Робертом Вітеком (Robert Vitek, 1871–1945). Зовнішнє оформлення та інтер'єри будівлі, виконані під час її спорудження, в цілому не зазнали істотних змін з плином часу, і нині становлять частину екскурсійного огляду.

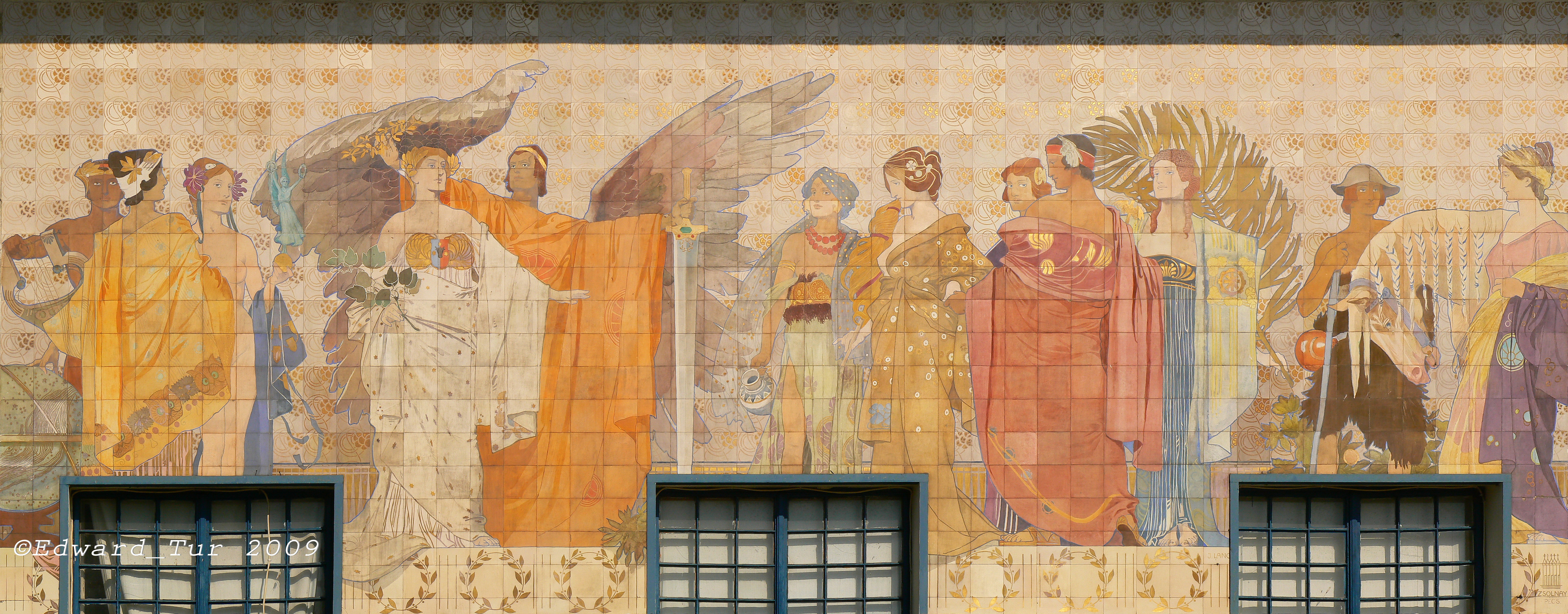
Майолікове панно на головному фасаді музею

По головному фасаду виділений ризаліт з балконом на консолях та розкішним майоліковим панно над балконом, автором якого є художник, чий підпис «J. Lan(g?)» зазначено в його нижній частині (Йозеф Адольф Лянг) [Архівовано 8 січня 2019 у Wayback Machine.]. Складна поліхромна композиція на міфологічну тематику проводить паралель між Римською імперією та Австро-Угорщиною доби Франца-Йосифа І. В образах 12 богів зображено 12 найважливіших провінцій імперії, які уособлювали її суть. На панно боги розташовані мальовничими групами згідно з основним принципом модерну: динамічна рівновага замість дзеркальної симетрії.
На даху над карнизом встановлено дві жіночі скульптури. Будинок на рівні вікон другого поверху прикрашає фриз у вигляді мальовничо розкиданого листя, що колись було вкрите позолотою. Вікна декоровані ліпниною. Двері центрального входу металеві двостулкові ковані з рослинним орнаментом та горизонтальними вставками із зображенням бджіл. На пілонах обабіч дверей — скульптурні зображення двох орлів, які ніби стережуть вхід до будинку.
Споруда має надзвичайно виразний інтер'єр. Вестибюль першого поверху прикрашають шість величних колон. На початку парадних сходів — два пілона, що завершуються чоловічим та жіночим погруддями на фігурних постаментах. Широкі сходи в обрамленні кованих решіток із рослинним та орнітоморфним орнаментом ведуть з першого на другий і третій поверхи. Сходові майданчики між поверхами оздоблені великими вікнами-вітражами із рослинними мотивами — зображеннями яскравих квітів та зеленого листя. На одному з вітражів третього поверху в рослинні мотиви вписано старовинний герб Буковини (голова тура на синьо-червоному полі в обрамленні трьох шестикутних зірок). 2011 року проведено масштабну реставрацію вітражів інтер'єрів. У центрі вестибюля другого поверху знаходяться чотири колони та мармуровий камін у формі трапеції, прикрашений кованою міддю з рослинним орнаментом. Простір другого і третього поверхів об'єднаний овальним прорізом, декорованим рельєфним орнаментом та кованими ґратами, ідентичними тим, що на сходах. Контури цього прорізу повторюються в овальному мальовничому плафоні на стелі третього поверху. Ця велика алегорична композиція на полотні із зображеннями жіночих фігур та путті дещо відрізняється від іншого декору, за стилістичними ознаками наближаючись до академічного мистецтва. Її виконання приписують відомому українському буковинському художнику Миколі Івасюку (1865–1937).
Кольорова гама і орнамент стін, дверей та мозаїчної поліхромної підлоги, гармонійне поєднання майстерного кування, вітражів та скульптури створюють враження цілісного твору мистецтва, виражаючи головну ідею стилю модерн.

## З історії музею
Чернівецький художній музей був створений у 1988 році на базі художнього відділу обласного краєзнавчого музею. Предмети із фондів цієї установи склали основу колекції новоствореного закладу.
Згодом музейну колекцію Чернівецького художнього музею поповнили пам'ятки, зібрані під час експедицій і твори, передані Дирекцією художніх виставок Міністерства культури України, а також благодійні дари музею від окремих митців і меценатів.
Першу експозицію музею було відкрито 1988 року в недіючому на той час Святодухівському соборі.
Від 1991 року Чернівецький художній музей міститься у своїй теперішній будівлі.
1996 року після здійснення великого обсягу реставраційних робіт було відкрито стаціонарну експозицію, що вперше репрезентує образотворче й культове мистецтво Буковини та орнаментальне мистецтво краю XVII—XX століть.
Співробітники Чернівецького художнього музею — автори численних публікацій з мистецтва, серед яких наукові видання, низка каталогів та буклетів про творчість буковинських митців. Серед них:
- [недоступне посилання з травня 2019]
- Ірина Міщенко. «Євзебій Ліпецький. Мистець та особистість». 2001
- Олена Гужва. «Августа Кохановська. 1868–1927». Каталог. 2004
- Мистецький альбом «Чернівецький художній музей». Упорядники І. Кіцул, В. Любківська, О. Гужва. 2006 [Архівовано 5 березня 2016 у Wayback Machine.]
- «Леон Копельман». Упорядники І. Кіцул та В. Любківська, текст — О. Гужва. 2006
- «Семерня Олесь Федорович». Упорядники І. Ф. Кіцул та П. Б. Анікін, буклет   2007
- «Художній музей початку 21 ст. і його роль у формуванні сучасного культурного середовища». Матеріали міжнародної науково-практичної конференції присвяченої 20-річчю Чернівецького обласного художнього музею. Упорядник В. Любківська. 2008
- [Архівовано 7 березня 2021 у Wayback Machine.]
- Валентина Любківська «Любов Дуб. Вибрані твори». Каталог. 2009
- Лариса Курущак. «Паломницька ікона „Святий град Єрусалим“ (реставрація і дослідження)». Упорядник І. Кіцул. 2010

За час існування музею організовано значну кількість виставок, розроблено низку проектів, за якими опрацьовуються серії щорічних вернісажів, які стають цікавими мистецькими акціями й подіями культурного життя міста і країни. Виставкова робота Чернівецького художнього музею тісно пов'язана з науково-освітньою діяльністю.

## Фонди та експозиція
Зібрання Чернівецького художнього музею налічує близько 12 тисяч експонатів основного та науково-допоміжного фондів.
Основою музейної збірки є мистецтво Буковини XVII–XX століть.
У колекції іконопису XVII–XX століть — буковинські хатні образи, ікони на склі, вартісні твори народного та професійного іконописання [Архівовано 20 грудня 2017 у Wayback Machine.] тощо. Серед малярів XVIII–XIX століть представлено імена Е. Грютцнера, Е. Бучевського, http://tdugaeva.webs.com/Kochanowska/Kochanowska_art.html [Архівовано 2 лютого 2017 у Wayback Machine.]